# Constantin Linder
Pour les articles homonymes, voir Linder.
Constantin Linder (19 septembre 1836, Pohja - 19 septembre 1908, Nurmijärvi), est un homme politique finlandais.

## Sources
- (fi) Cet article est partiellement ou en totalité issu de l’article de Wikipédia en finnois intitulé « Constantin Linder » (voir la liste des auteurs).
- Notices d'autorité :   - VIAF
  - ISNI
  - LCCN
  - GND
  - WorldCat
- Notices dans des dictionnaires ou encyclopédies généralistes :   - BiographySampo
  - Kansallisbiografia
  - Uppslagsverket Finland